# Merkenregister
Een merkenregister is een nationaal of internationaal register waarin merken kunnen worden ingeschreven, die dan (extra) juridische bescherming genieten. Een geregistreerd merk mag, zolang het is ingeschreven, in beginsel niet worden gebruikt door anderen dan de merkhouder (voor de producten en/of diensten waarvoor het is ingeschreven). 
In de Benelux is er het Benelux-Bureau voor de Intellectuele Eigendom dat het Benelux-merkenregister beheert. In de Verenigde Staten wordt het merkenregister beheerd door het United States Patent and Trademark Office (USPTO).